# 徵氏姐妹

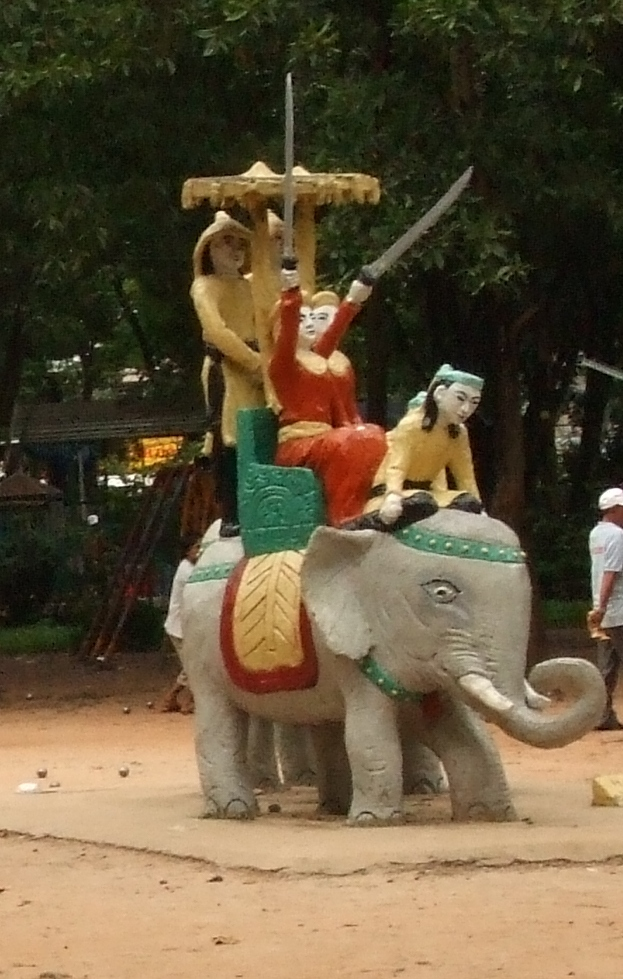
二徵夫人雕像

徵氏姐妹，又稱二徵夫人（越南语：／?，？—43年5月），是1世紀在今天的越南北部武裝反抗中國東漢政權（被称为“二征起义”）的姐妹二人，徵側（越南语：／）和徵貳（越南语：／）。

## 事迹
根據越南河內市一帶的傳說，徵氏姐妹出生在交趾郡麊泠縣（今越南河內市）的一个雒越族军人家庭，是古代雄王的外曾孫女謾善（Man Thiện）的女兒。徵側的丈夫詩（Thi）則是朱䳒縣（今越南河内市、寧平省地區）雒將的兒子。當時東漢所派遣的交趾太守蘇定是一個「張眼視錢」的財迷。徵氏姐妹从小耳濡目染军事技能和汉朝官吏的横徵暴敛。东汉光武帝建武十六年（公元40年）春二月，雒将诗索被蘇定处死後，徵氏姐妹在喝门举兵，攻取交趾，九真、日南、合浦等地，百姓纷纷响应，汉朝太守苏定逃往南海郡。徵氏姐妹總共奪取了65座城池，許多雒越族軍人順從她，徵側被推舉為“徵王”。
得知徵氏姊妹之事后，汉光武帝下诏令長沙、合浦、交阯郡制造车船，修筑道路、桥梁，储备军粮。建武十八年（42年）春，派伏波将军马援、伏乐侯刘隆和楼船将军段志率汉兵八千和交阯兵万餘共两万军队和两千艘车船，水陆並进，南下平叛。徵王和诸将发兵到浪泊（今越南仙山社）与沿海而进的马援军激战，因力单势薄，败退锦溪（今越南富壽省）。
次年（43年）5月（一说正月）马援擊敗二徵，二徵戰敗而死。继而在九真消灭二徵餘部都羊。三百餘名反抗军首领被俘，流放至零陵，交州诸郡平定。马援在当地兴修水利，安抚民心。建武二十年马援回军，功封新息侯。

## 中越歷史典籍以及越南民間傳說的出入

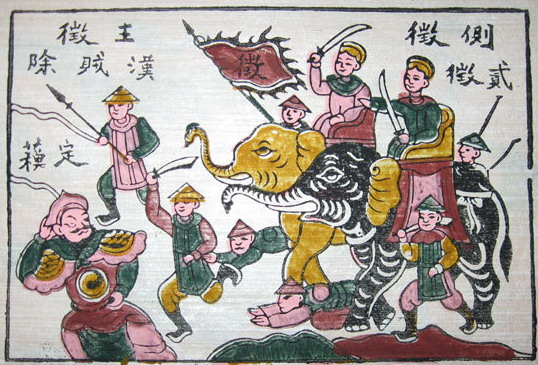
东湖画《徵主除汉贼》

越南民間存在著大量關於徵氏姐妹的敘述及傳說。越南的史書《越史略》、《大越史記全書》、《欽定越史通鑑綱目》，以及中国的《后汉书》（卷二十四·马援列传、卷八十六·南蛮西南夷列传）等史料中都有对此事的记载。然而其中有些地方有較大的出入。其主要不同处有：
- 越南民間傳說稱徵侧的丈夫雒将诗索（Thi Sách）因反对漢朝官吏对當地人民的漢化和欺压而被处死；[1]越南史料中敘述徵氏姐妹是因中国官吏压榨而起义；[7]而中国史料中说她们是因为诗索犯罪被处死为洩私愤而反叛[8]。
- 当代越南历史教科书記載二徵在喝門投喝江自杀而死，部下在戰敗後也相繼跟着自杀；[9]而中国的《後漢書》和越南的《越史略》、《大越史記全書》與《欽定越史通鑑綱目》則说马援的军队杀死她们。[10][11][12][13]
- 中国的《後漢書》稱马援在交阯兴修水利，简化律法，赢得当地民心；[6]但在越南史書《越史略》、《大越史記全書》和《欽定越史通鑑綱目》中皆沒有類似記載。

中国过去通常把二徵作为叛逆描述。但近代中國官方的说法承认徵氏姐妹是越南的民族英雄。1964年7月，中国总理周恩来在河内为二徵陵墓献了花圈。文革期间，毛泽东在一次接见归国驻外使节时的讲话中，称赞徵侧是位了不起的女英雄。他还说，马援虽然脱离不开其阶级局限性，但他确是一位名将，有政治头脑。

## 越南人對徵氏姐妹的尊崇

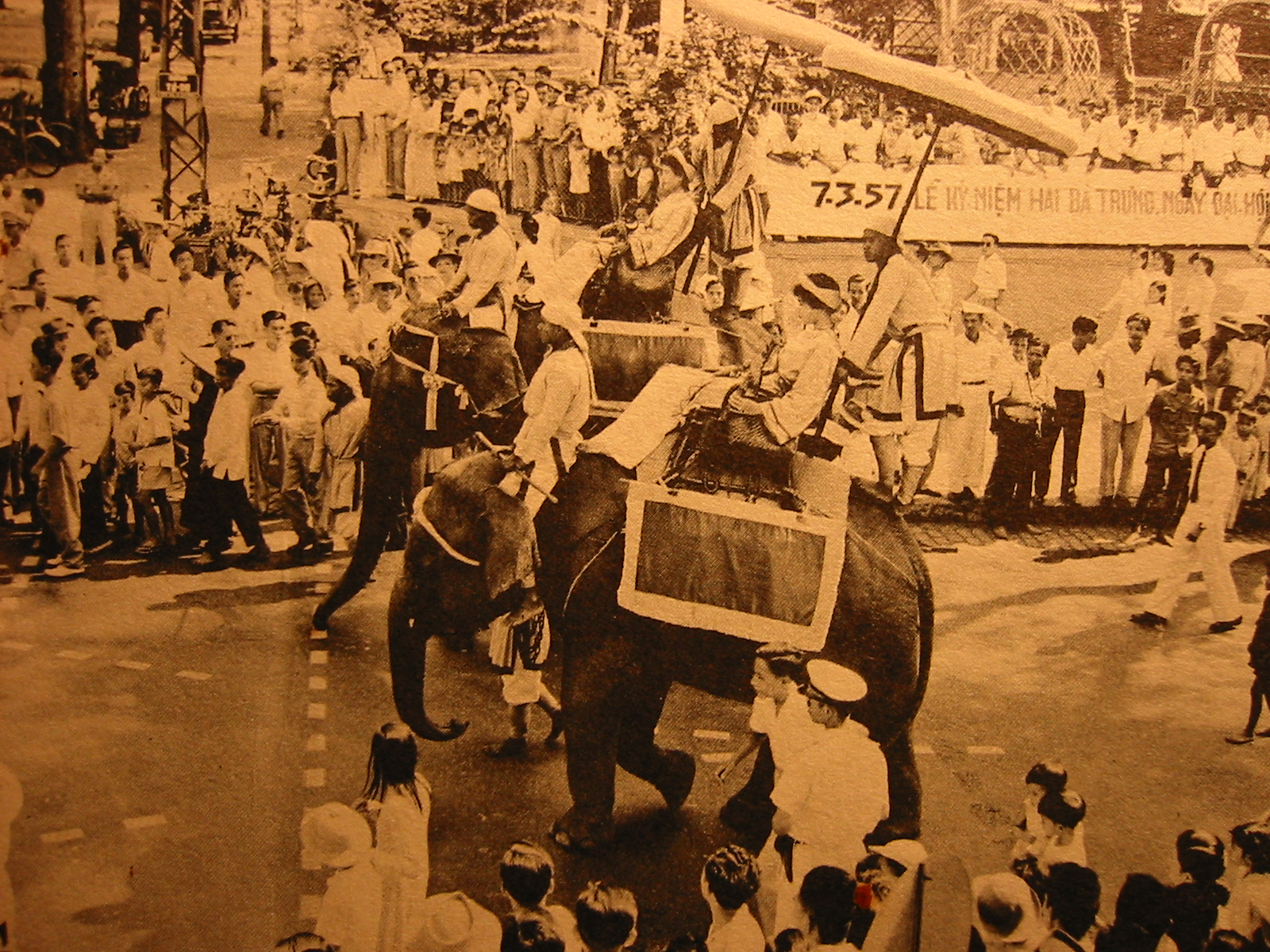
1957年3月7日，西貢的越南人騎象遊行，紀念徵氏姐妹。

在《粵甸幽靈集》中，追稱她們為徵聖王（越南语：／）。《粵甸幽靈集》並稱，在李英宗時，徵氏姐妹被加封為“靈貞二夫人”。陳朝陳仁宗重興四年（1288年），加封徵側為“威烈夫人”，徵貳為“敬勝夫人”。陳英宗興隆二十一年（1313年），再加封徵側為“威烈純貞夫人”，徵貳為“敬勝保順夫人”。《大越史記全書》中追稱徵側為徵女王（越南语：／）。
越共评价二徵起义为当地人长达一千年反抗中国统治（直到939年越南击败南汉军队独立）的开始，「领导起义的是妇女，这是越南妇女的最大光荣。她们不愧为传说中所歌颂的、具有高贵品质的‘仙龙’的后代；不愧为现代进步人类所赞誉的翱翔在高山之额上的雄鹰。」
在越南各地有大量纪念二徵的祠堂、庙宇和以她们命名的街道。譬如越南首都河内曾設有二徵夫人郡（Quận Hai Bà Trưng）。
每年阴历二月初六（传说中她们的殉难日）是一个纪念她们的节日。她们的形象通常是骑在大象背上作战。
1942年－1943年间，刘友福和潘梅以二徵姐妹的事迹为题材，创作了歌曲《喝江长恨》（Hát Giang trường hận），该曲后来改编成为哀乐《死士魂》（Hồn tử sĩ）。
1959年3月14日（阴历二月六日），越南民主共和国（北越）发行了一套“二徵”同图邮票两枚，图案为徵侧、徵贰坐在大象上统帅义军。同一天越南共和国（南越）也发行了一套“二徵”同图邮票四枚，图案为二徵骑象作战。
另外，根據越南學者的調查，二徵夫人母親謾善的墳墓在河內市，受到當地民眾的尊崇；徵氏姐妹的几十个女部将則在越南北方的许多农村被当做城隍供奉。

### 引用
1. 1 2  《越南歷史》，第58頁
2. ↑  《東觀漢記·馬援 （页面存档备份，存于）》：马援平交阯，上言太守苏定张眼视钱，䁋目讨贼，怯于战功，宜加切敕。
3. ↑  《越南歷史》，60頁：「苏定丢掉了城池、印信，剃光了头，刮去了胡须，潜逃回南海（广东）。」但無論是在越南的《越史略》、《大越史記全書》、《欽定越史通鑑綱目》，以及中国的《后汉书》中，都只提到蘇定逃往南海郡，沒有關於「剃髮割鬚」的記載，「剃髮割鬚」一事真實性存疑。
4. ↑  同上：「征侧被推祟为皇帝（徵王），定都麋冷（永富省安朗）。」
5. ↑  《後漢書》、《大越史記全書》皆作「都羊」，《欽定越史通鑑綱目》作「都陽」。
6. 1 2  《后汉书·马援列传》：「援所过辄为郡县治城郭，穿渠灌溉，以利其民。条奏越律与汉律驳者十餘事，与越人申明旧制以约束之，自后（雒越）奉行马将军故事。」
7. ↑  《大越史記全書·屬西漢紀》：己亥漢光武劉秀建武十五年，交趾太守蘇定爲政貪暴，徵女王起兵攻之。
8. ↑  《后汉书·南蛮西南夷列传》：交阯太守苏定以法绳之，侧忿，故反。
9. ↑  參見《越南歷史》，第64頁：「经过将近一年的英勇抵抗，因我军力量弱小，终于失败。二征夫人回到喝门投喝江自尽。……根据传说：圣天夫人在上游一带（越北地区）抵抗敌军。八难夫人率军凭险扼守山隘。黎真夫人堵塞河道，打击敌人的水军。我军力量虽然弱小，但战斗却非常勇敢。之后不久，黎真、圣天、八难夫人答都跟随二征夫人自尽。」
10. ↑  《後漢書‧馬援列傳》：「明年正月，斬徵側、徵貳，傳首洛陽。」
11. ↑  《越史略·卷上》：「〔建武〕十九年，側益困，遂走，為援所殺。」
12. ↑  《大越史記全書·外紀卷之三·屬東漢紀》：「癸卯四年，漢建武春正月十九年，徵女王及其妹貳與漢拒戰，勢孤，遂皆陷沒。」
13. ↑  《欽定越史通鑑綱目·卷之二》：「〔癸卯漢建武十九年〕春正月，徵側及其妹貳與漢拒戰，敗沒。」
14. ↑  权延赤、杜卫东著《共和国秘使》，光明日报出版社1990年版。
15. ↑  見《粵甸幽靈集·歷代人君·徵聖王》，《越南漢文小說集成》第二冊，上海古籍出版社，第13頁。
16. ↑  《越南歷史》，第62至63頁
17. ↑  《越南歷史》，第58至60頁：「现在在三位县南阮村还有一座她〔指谩善〕的墓，现老百姓称它为“夜墓”（Mả Dạ）。“夜”（dạ）是古越字，其意是指值得尊敬的老大娘。……经过在一些地方的初步调查，我们知道在北方的许多农村都把二徵夫人的几十位将校当做城隍供奉着：如黎真夫人（海防），圣天夫人、则姑娘、怡姑娘、妙仙、永辉和柳甲（河北省），八难夫人（太平省），宝珠夫人、月泰和月度（海兴省），紫姑娘、陶圻夫妇、国娘、裸巴山、栋翁、那翁和阮三征（河内城郊），周尺、杜能济和黄导（河内市），张氏三兄弟（广宁省），黎氏华母子五人（清化省）等等。」

### 书目
- （越南文）（中文）. （原始内容存档于2011年7月23日）.
- （中文）.   [2008-06-02]. （原始内容存档于2009-06-16）.
- （英文）（越南文）（中文）.[永久]
- 《越南歷史》（Lịch Sử Việt Nam），北京人民出版社1977年出版。编著：越南社会科学委员会（越南科学出版社1972年版），翻译：北京大学东语系越南语教研室（1976年3月）